# Роудс, Маркус Мортон
Маркус Мортон Роудс (англ. Marcus Morton Rhoades; 1903—1991) — американский цитогенетик. Первооткрыватель  цитоплазматической мужской стерильности у кукурузы (Zea mays L.), его исследования в области изучения цитогенетики кукурузы, классического генетического модельного организма привели к важным открытиям как в фундаментальной, так и в прикладной генетике. Один из отцов-основателей и первый попечитель Сообщества генетиков кукурузы (англ. Maize Genetics Cooperation). На протяжении всей жизни занимался исследованием поведения анормальной  хромосомы 10 кукурузы, а именно генетического расщепления, индукции образования неоцентромер и мейотического драйва, наблюдавшегося цитологически в отличие от подобных явлений у другого классического генетического модельного организма Drosophila melanogaster, именно Маркус Роудс совершил окончательные исследования структурной организации хромосомы 10 кукурузы. И после официального ухода в отставку в 1973 году, на протяжении десяти лет продуктивно работал на поприще изучения генетики кукурузы, исследовал потерю А-хроматина во время 2-го деления микроспор, в 1975 году совместно со своими австралийскими коллегами исследовал синтез ДНК у растений с различным содержанием пуффов и B-хромосом, исследовал поведение хромосом в различных условиях. В 1981 году Маркус М. Роудс и Барбара МакКлинток первыми получили медали Томаса Ханта Моргана от Общества генетиков Америки в знак признания значительного вклада в развитие генетики. Был членом Национальной Академии наук США (1946), Американского философского общества (1962) и Американской академии искусств и науки (1966).